# Мелецк
Мелецк — деревня в Бирилюсском районе Красноярского края России. Входит в состав Полевского сельсовета. Находится правом берегу реки Чулым, примерно в 57 км к северо-западу от районного центра, села Новобирилюссы, на высоте 159 метров над уровнем моря.

## История
Изначально проживали чулымские татары (чулымцы), которые к началу XX века полностью ассимилировались среди русских.
По переписи 1897 года здесь проживал 71 человек, из них 58 чулымцы и 12 русских.

## Население
| 2010 |
| ---- |
| 6    |

Гендерный состав
По данным Всероссийской переписи населения 2010 года 4 мужчины и 2 женщины из 6 чел.
Национальный состав
По переписи 1897 года основным населением были чулымцы.
Согласно результатам переписи 2002 года, в национальной структуре населения русские составляли 94 %.